# Prosciutto e uova verdi
(Nando Detto Ferdi)
Prosciutto e uova verdi è un libro per bambini scritto dal Dr. Seuss, tradotto in italiano da Anna Sarfatti, pubblicato nel 1960.

## Trama
Nando detto Ferdi, è una buffa creatura che per tutto il libro cerca di offrire ad un cane, chiamato Felice Non Si Addice nell'omonima serie animata su Netflix, uno strano piatto: "Prosciutto e uova verdi". Alla fine l'animale, suo malgrado, accetta di assaggiarlo pensando che sia un piatto orribile, invece è entusiasta per quella deliziosa, strana pietanza.

## Negli altri media
- Il libro viene citato nel film L'asilo dei papà in una scena in cui il protagonista Charlie, lo legge ai bambini che frequentano il suo asilo.

- Il libro viene letto nel film Mi chiamo Sam da Sam alla piccola Lucy.

- Il libro viene letto nel finale del film My life - Questa mia vita di Bruce Joel Rubin.

- Il libro è citato nel romanzo di James Rollins Amazzonia.

- Nel film A beautiful mind di Ron Howard, la piccola Marcee ne tiene in mano una copia quando, a braccia aperte sulle scale di Princeton, cerca di attirare l'attenzione di John Nash, in una delle ultime scene della pellicola.

- Tra il novembre 2019 e l'aprile 2022 è stato adattato in un'omonima serie animata su Netflix, pubblicata dalla Warner Bros. Essa conta due stagioni e 23 episodi.

- Il libro viene citato nel film Bugiardo Bugiardo dalla maestra di Max.

- Il libro compare nella serie The Office durante il quinto episodio della quarta stagione.

- Anche nel film Il grande bullo viene menzionata l'opera. Il protagonista viene a sapere che una bibliotecaria ha tenuto per molti anni il conto preciso del ritardo di consegna del libro del Dr. Seuss.

- Esiste un brano chiamato Green Eggs & Ham.
- Nella serie animata i Simpson, Cletus dice di aver scritto un libro di nome Prosciutto e Uova Verdi
- Nella serie animata Animaniacs, appare una parodia del libro in un episodio.